# Aragóniai Mária kasztíliai királyné
1396-ban született, I. Ferdinánd aragóniai király és Alburquerquei Eleonóra grófnő leányaként. 
1420-ban nőül ment unokatestvéréhez, II. János kasztíliai királyhoz, akinek négy gyermeket szült:
- Katalin (1422-1424)
- Eleonóra (1423-1425)
- Henrik (1425-1474), IV. Henrik néven Kasztília következő királya lett 1454-től 1474-ig
- Mária (1428-1429)

Mária 1445. február 18-án, 48 évesen hunyt el, Villacastin-ban. A guadalupe-i Szűz Mária templomban van az asszony végső nyughelye. Özvegye, János 1447. július 22-én újranősült, ezúttal a 19 éves Portugáliai Izabella infánsnő lett a hitvese, aki két örököst szült férjének, Izabellát (a későbbi I. Izabella kasztíliai királynő) és Alfonzot.